# Roar Lindland
Roar Lindland (ur. 8 lipca 1977 roku) – norweski kierowca wyścigowy.

## Życiorys
Lindland rozpoczął karierę w wyścigach samochodowych w 2005 roku w Norwegian Cup National Racing, gdzie zdobył tytuł mistrzowski. W późniejszych latach starował głównie w seriach Porsche. W latach 2008–2011 pnął się w górę w klasyfikacji generalnej Skandynawskiego Pucharu Porsche Carrera. Na początku dwukrotnie był szesnasty, a później dwukrotnie czwarty. W 2012 roku zdobył tytuł w Carrera GT Cup – Category 1.
Od sezonu 2012 Norweg rozpoczął starty w Porsche Supercup. W pierwszym sezonie zaliczył jednak jedynie starty gościnne. Rok później zdobył już dwa punkty. Został sklasyfikowany na 23. pozycji w klasyfikacji generalnej.

## Wyniki

### Podsumowanie
| Sezon | Seria                                 | Zespół                | Wyścigi | Zwycięstwa | PP | NO | Podium | Punkty | Pozycja |
| ----- | ------------------------------------- | --------------------- | ------- | ---------- | -- | -- | ------ | ------ | ------- |
| 2005  | Norwegian Cup National Racing         |                       | 12      | 7          |    |    | 11     | 197    | 1       |
| 2006  | JTCC Sweden                           | RM Motorsport         | 18      | 0          | 0  |    | 1      | 28     | 9       |
| 2007  | JTCC Sweden                           | RM Motorsport         | 20      | 1          | 0  | 0  | 3      | 54     | 7       |
| 2008  | Skandynawski Puchar Porsche Carrera   | Cartech Motorsport    | 17      | 0          | 0  | 0  | 1      | 49     | 16      |
| 2009  | Skandynawski Puchar Porsche Carrera   | Cartech Motorsport    | 9       | 0          | 0  | 0  | 0      | 82     | 16      |
| 2010  | Skandynawski Puchar Porsche Carrera   | Flash Engineering     | 14      | 0          | 0  | 0  | 1      | 254    | 4       |
| 2010  | Porsche GT3 Cup Challenge Scandinavia | Flash Engineering     | 4       | 3          | 2  | 2  | 3      | 49     | 5       |
| 2010  | Porsche GT3 Endurance Scandinavia     |                       | 1       | 1          | 0  | 0  | 1      | 15     | 6       |
| 2011  | Skandynawski Puchar Porsche Carrera   | Flash Engineering     | 15      | 0          | 0  | 0  | 1      | 280    | 4       |
| 2011  | Światowy Puchar Porsche Carrera       | Flash Engineering     | 1       | 0          | 0  | 0  | 0      | N/A    | 50      |
| 2012  | Carrera GT Cup – Category 1           | Flash Engineering     | 6       | 4          | 2  | 4  | 5      | 144    | 1       |
| 2012  | Swedish GT – GT Sprint Cup – GTA      | Flash Engineering     | 4       | 4          | 1  | 2  | 4      | 0      | NS†     |
| 2012  | Porsche Supercup                      | MRS GT Racing         | 1       | 0          | 0  | 0  | 0      | 0      | NS†     |
| 2013  | Porsche Supercup                      | MRS GT-Racing         | 8       | 0          | 0  | 0  | 0      | 2      | 23      |
| 2013  | Scandinavian Touring Car Championship | Team Tidö             | 9       | 0          | 0  | 0  | 0      | 10     | 14      |
| 2014  | Porsche Supercup                      | Sébastien Loeb Racing | 3       | 0          | 0  | 0  | 0      | 0      | NS      |
| 2014  | Francuski Puchar Porsche Carrera      | Sébastien Loeb Racing | 13      | 0          | 0  | 0  | 0      | 24     | 18      |
| 2015  | Porsche Supercup                      | Sébastien Loeb Racing | 5       | 0          | 0  | 0  | 0      | 0†     | NS†     |
| 2015  | Francuski Puchar Porsche Carrera      | Sébastien Loeb Racing | 12      | 0          | 0  | 0  | 0      | 66*    | 11*     |

† – Lindland nie był zaliczany do klasyfikacji.